# In the Grace of Your Love
In the Grace of Your Love (с англ. Во благодати твоей любви) — третий студийный альбом американского музыкального коллектива The Rapture и его первая работа, записанная без басиста Метти Сейфера, который покинул состав в апреле 2009 года; партии бас-гитары исполнил Гейб Андруцци. Альбом был выпущен 2 сентября 2011 года на DFA Records; на этом лейбле вышла дебютная долгоиграющая пластинка The Rapture в 2003 году, и группа вернулась на DFA после того, как закончился её контракт с компанией Universal.

## Запись и выпуск
The Rapture выпустили третий альбом после пятилетнего перерыва, в течение которого состав покинул бас-гитарист Метти Сейфер и коллектив стал трио. Под впечатлением от пластинки Wolfgang Amadeus Phoenix французской рок-группы Phoenix музыканты The Rapture привлекли к записи нового материала участника дуэта Cassius Филиппа Здара, продюсировавшего указанную работу. Здар предложил им «максимально отойти от искусственности», которой, по его мнению, пропитана музыка последних 10—15 лет. «Мы решили записывать альбом на манер джазовых музыкантов: собраться всем вместе в одном помещении и работать в своё удовольствие», — рассказал продюсер. Черновые записи 15 песен были сделаны в бруклинской студии в декабре 2009 года, после чего группа переместилась в парижскую студию Motorbass.
В июне 2011 года был представлен первый сингл с альбома «How Deep Is Your Love?», отмеченный как «лучший новый трек» на сайте Pitchfork. 16 августа состоялась премьера пластинки на сайте Ustream; её можно было послушать онлайн в форме потокового видео, транслировавшегося из офиса DFA. В конце лета группа отправилась в турне по Северной Америке и Европе. Релиз In the Grace of Your Love состоялся в сентябре 2011 года; в США и Европе он вышел под лейблом DFA, а в Австралии и Новой Зеландии — на Modular Recordings. Диск занял 125-е место в американском чарте Billboard 200 и 93-е — в хит-параде Великобритании. В ноябре того же года появились два видеосопровождения к песне «Sail Away»; этот сингл поступил в продажу 17 января 2012 года. Видеоклип на заглавный трек альбома был размещён в феврале 2012 года. Последним был экранизирован ведущий сингл «How Deep Is Your Love?»; видеоработа была представлена 24 апреля 2012 года.

## Отзывы критиков
| Совокупная оценка  | Совокупная оценка  |
| Источник           | Оценка             |
| ------------------ | ------------------ |
| Metacritic         | (65/100)           |
| Оценки критиков    |                    |
| Источник           | Оценка             |
| «Billboard Россия» | (благожелательная) |
| OpenSpace.ru       | [ 16 ]             |
| Rolling Stone      | [ 17 ]             |
| «Афиша»            | [ 18 ]             |

Согласно веб-ресурсу Metacritic, диск получил в целом положительные отзывы и набрал 65 баллов из ста. Благожелательную рецензию написал Алексей Алеев в журнале «Billboard Россия»; In the Grace of Your Love был назван «просветлённым и вдохновенным альбомом людей, прекрасно осознающих свой возраст, свои возможности и своё время». Александр Горбачёв, музыкальный обозреватель журнала «Афиша», поставил пластинке четыре звезды и посчитал её одной из лучших работ коллектива: «The Rapture тут прокладывают красивую тропку между Animal Collective и Hot Chip: от первых тут — заливистое мальчуковое многоголосье, от вторых — волнистые мелодии и здравая доля инфантилизма». На сайте OpenSpace.ru альбом был также оценен положительно (4 из 5), а в российском издании журнала Rolling Stone он получил три звезды. Низкие оценки были поставлены в New Musical Express, BBC Music, PopMatters.
Редакция журнала Spin поместила In the Grace of Your Love на седьмое место в списке «50 лучших альбомов 2011 года».

## Содержание
На тематику песен значительное влияние оказали события в жизни Люка Дженнера. Его мать покончила с собой, у него родился сын, и Дженнер перешёл в католичество. Некоторое время он входил в состав церковного хора и слушал госпел. «Я хотел создать музыку, которая не избегает боли, но превозмогает её», — рассказал Дженнер. По словам Энди Келлмана из Allmusic, темы песен, среди которых — «смерть, преданность и дети, выражены с чувствами глубокого страдания и искупительной радости». В текстах прослеживается религиозная тематика. Игорь Цалер в Rolling Stone назвал стиль пластинки «христианским хаус-роком»; он также посчитал, что альбом «поднимает… философские вопросы пола».

## Оформление

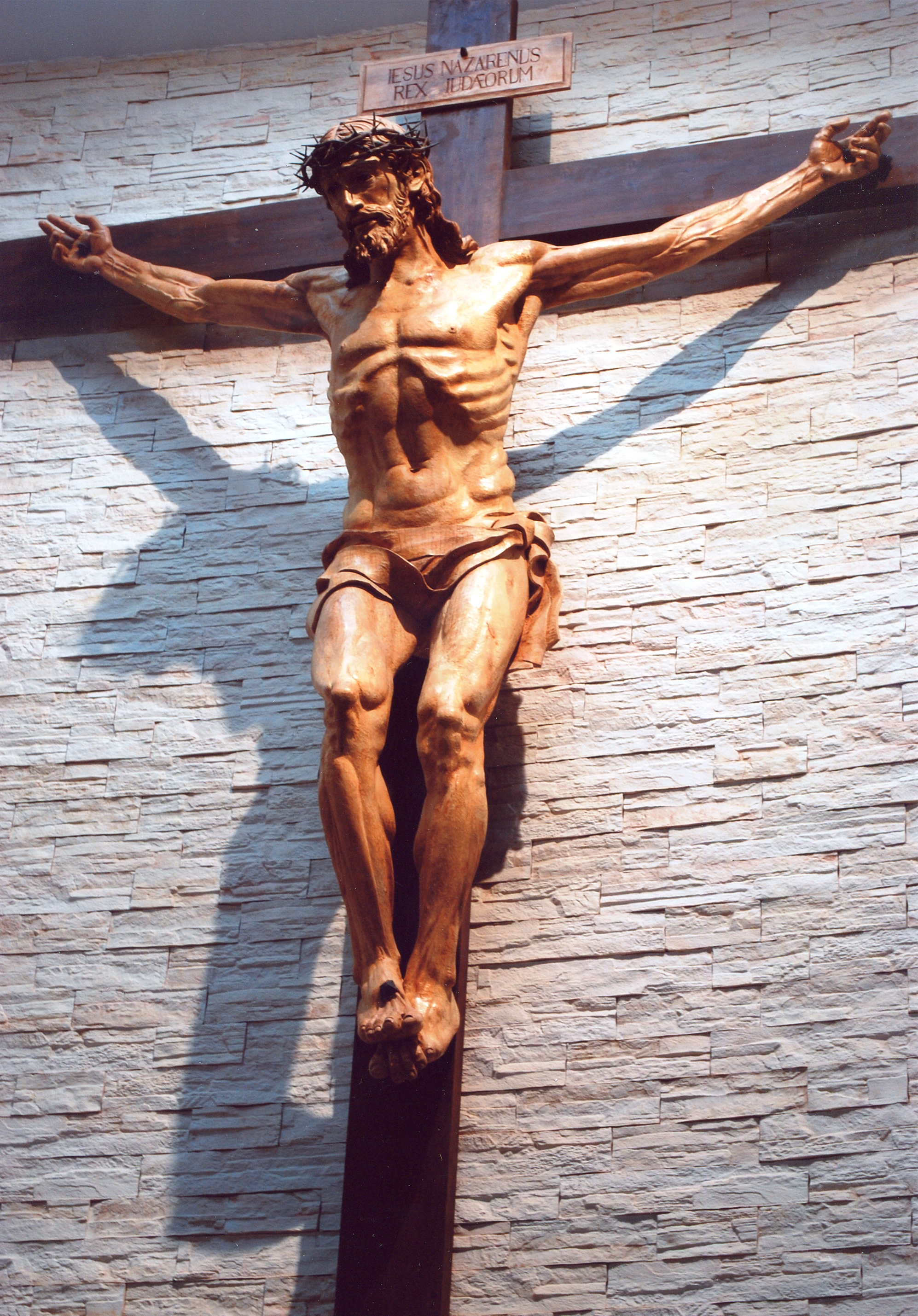
«Христос распятый» (2009). Скульптура Рафаэля Пи Белды

Над оформлением диска работала дизайнер из Парижа Лесли Дэвид. На обложке размещена фотография из семейного архива Люка Дженнера, фронтмена The Rapture; на снимке запечатлён его отец, занимающийся сёрфингом. Комментируя фото, Дженнер подчеркнул смелость отца, который стоит на самом краю доски: «Не думаю, что мне хватило бы смелости выходить на сцену и выступать перед людьми, если бы я не научился у него, как быть настоящим мужчиной». Журналист «Афиши» Алексей Алеев обратил внимание на «каноническую позу мессии», связав это с названием альбома и реакцией западных критиков, заявлявших, что музыканты «нашли Бога» на этой записи.
Название группы и альбома на передней стороне обложки и трек-лист на задней стороне не наносились непосредственно на обложку, а расположены на наклейках. Буклет содержит тексты всех песен из альбома.

## Список композиций
Все композиции написаны группой The Rapture, кроме «Never Die Again» (Пьер Ракет, Виктор Ракет, Rapture).
1. «Sail Away»
2. «Miss You»
3. «Blue Bird»
4. «Come Back to Me»
5. «In the Grace of Your Love»
6. «Never Die Again»
7. «Roller Coaster»
8. «Children»
9. «Can You Find a Way?»
10. «How Deep Is Your Love?»
11. «It Takes Time to Be a Man»

## Участники записи
Над альбомом работали:
The Rapture
- Люк Дженнер — вокал, гитара, фортепиано
- Габриэль Андруцци — бас-гитара, перкуссия, фортепиано, саксофон, синтезатор, компьютер
- Вито Роккофорте — ударные, перкуссия

- Бэк-вокалисты: Джеймс Чербонески, Рафаэль Коэн, The Grape Andriuzzzzzinnniii, The Incredible Zeedar, Молли Шник, Dyane De Serügny

Технический персонал
- Джонатан Крейник — звукорежиссёр, клавишные
- Флоран Ливе, Жюльен Ноден — студийные помощники
- Zdar, The Rapture — продюсеры
- Майк Марш — мастеринг
- Лесли Дэвид — художественное руководство, дизайн
- Рой Порселло — фото на обложке